# Stade Rivière Salée
El Stade Rivière Salée es un estadio de fútbol ubicado en Numea, Nueva Caledonia. El estadio tiene una capacidad de 3000 personas. Es sede de los partidos en casa de una serie de equipos de fútbol locales, incluyendo AS Kirikitr, además de servir como un lugar de acogida para el torneo de fútbol masculino en los Juegos del Pacífico 2011. El estadio fue sede de cada partido del Grupo "A" en este torneo desde el 27 de agosto de 2011 al 5 de septiembre. En el grupo "a" se incluyeron partidos de Samoa Americana, Guam, Islas Salomón, Tuvalu y Vanuatu.